# 希姆·马丁
希姆·马丁·哈松（瑞典語：Kim Martin，1986年2月28日—），瑞典女子冰球运动员。她曾代表瑞典参加2002年、2006年、2010年和2014年冬季奥林匹克运动会冰球比赛，共获得一枚银牌和一枚铜牌。